# Chie Nakamura
Chie Nakamura (中村 千絵 Nakamura Chie?,  Tokio, 14 de mayo de 1979) es una seiyū japonesa, afiliada a Axlone. Es conocida principalmente por darle voz al personaje de Sakura Haruno en la serie Naruto y Naruto Shippuden.

## Carrera
Interesada en cantar y actuar desde muy joven, formó parte de una compañía de teatro infantil en la escuela primaria y secundaria. Ella aspiraba a convertirse en actriz en Takarazuka Revue (un teatro musical japonés exclusivamente femenino) pero como no podía bailar, Nakamura se dio por vencido. Siguiendo el consejo de su hermana menor, decidió convertirse en una seiyū. Nakamura se centra principalmente en el doblaje de películas extranjeras en japonés y también es narrador de documentales.
De 1998 a 2012 estuvo representada por la agencia de talentos Office Kaoru. En abril de 2012, dejó la agencia por su cuenta. El 1 de julio de 2012 se hizo representar por la nueva agencia Axlone.

## Filmografía

### Anime
- Ah! Megami-sama: Sorezore no Tsubasa-Yamano Satoko
- ATASHIn'CHI (Varios)
- Gankutsuou: (El Conde de Monte Cristo) (Claire Marie Eugénie de Danglars)
- Gilgamesh: (Kiyoko Madoka)
- Gyakuten Saiban: Sono "Shinjitsu", Igiari! (Chihiro Ayasato "Mia Fey")
- Zoids Fuzors: (Sweet)
- DT Eitron: (Eris)
- Dual!: Parallel Trouble Adventure (Yayoi Schwael)
- Rockman.EXE Stream (Shanka)
- Hellsing: (una chica desconocida)
- xxxHolic: (Nanami)
- Darker than Black: Kuro no Keiyakusha: (Brita)
- Naruto/Naruto Shippuden/Boruto: Naruto Next Generations: Sakura Haruno
- Metal Gear Solid 4: Miroslava, Daniela Heraldez
- Tales of the Abyss: Noelle
- Samurai Flamenco: (Sumi Ishihara)
- Joker Game: (Cynthia Glenn, ep 7)

### OVAS
- OVA 001 - Naruto: En busca del trébol carmesí de 4 hojas (Sakura Haruno)
- OVA 002 - Naruto: Batalla en la cascada oculta: ¡yo soy el héroe! (Sakura Haruno)
- OVA 003 - Naruto: ¡Torneo de Combates Mixtos! (Sakura Haruno)
- OVA 004 - El festival deportivo de Konoha (Sakura Haruno)
- Tokyo Ghoul: Pinto (Matsumae)

### Películas
- 1º de Naruto (Sakura Haruno)
- 2º de Naruto (Sakura Haruno)
- 3º de Naruto (Sakura Haruno)
- 4º de Naruto (Sakura Haruno)
- 5º de Naruto (Sakura Haruno)
- 6º de Naruto (Sakura Haruno)
- 7° de Naruto (Sakura Haruno)
- 8° de Naruto/Boruto The Movie [Sakura Haruno (aquí Uchiha)]
- Estás Bajo Arresto (La Película)- Minae Yasuda

### Videojuegos
- Soulcalibur: Legends: Sophitia Alexandra
- Soulcalibur IV: Sophitia Alexandra
- Soulcalibur: Broken Destiny: Sophitia Alexandra
- Soulcalibur V: Elisyum
- Soulcalibur VI: Sophitia Alexandra